# Помар-де-Вальдивія
Помар-де-Вальдивія (ісп. Pomar de Valdivia) — муніципалітет в Іспанії, у складі автономної спільноти Кастилія-і-Леон, у провінції Паленсія. Населення — 513 осіб (2010).
Муніципалітет розташований на відстані близько 260 км на північ від Мадрида, 100 км на північний схід від Паленсії.
На території муніципалітету розташовані такі населені пункти: (дані про населення за 2010 рік)
- Басконес-де-Вальдивія: 22 особи
- Камеса-де-Вальдивія: 71 особа
- Сесура: 13 осіб
- Елеча-де-Вальдивія: 21 особа
- Ластрілья: 10 осіб
- Помар-де-Вальдивія: 87 осіб
- Поркера-де-лос-Інфантес: 41 особа
- Кінтанілья-де-лас-Торрес: 77 осіб
- Ребольєдо-де-ла-Інера: 7 осіб
- Респенда-де-Агілар: 0 осіб
- Ревілья-де-Помар: 45 осіб
- Вільяескуса-де-лас-Торрес: 27 осіб
- Вільяльяно: 40 осіб
- Вільярен-де-Вальдивія: 52 особи

## Демографія
Динаміка населення (INE ):